# 啓民可汗
啓民可汗（Jamï qaγan、呉音：けいみんかがん、漢音：けいびんかがん、拼音：Qǐmín kĕhàn、? - 609年）は、東突厥の可汗。沙鉢略可汗の子。啓民可汗というのは称号で、正しくは意利珍豆啓民可汗（El ïduk jamï qaγan、いりちんとうけいびんかがん：意智健の意）といい、姓は阿史那氏、名は染干（センガン）という。

## 生涯
北方にいた沙鉢略可汗の子の染干は突利可汗（テリス・カガン）と号して、勝手に隋に遣使を送って求婚した。これにより大可汗である都藍可汗の怒りを買い、東突厥は二つの勢力に分かれてしまう。
開皇17年（597年）、突利可汗は安義公主を娶った。文帝は東突厥の離間を謀るため、突利可汗には待遇を良くした。
開皇19年（599年）、都藍可汗が達頭可汗と挙兵して突利可汗を攻撃し、その兄弟子姪を殺して蔚州に侵入した。夜、突利可汗は隋使の長孫晟とともにわずか5騎で隋に帰順した。10月、突利可汗は隋の文帝より意利珍豆啓民可汗の称号を拝命され、大利城を築く。この時、安義公主がすでに死去していたので、文帝は宗室の娘である義成公主を啓民可汗に娶らせた。12月、都藍可汗が部下に殺されると、達頭可汗は歩迦可汗（ボジャー・カガン）となって啓民可汗と対立した。しかし、隋と組んだ啓民可汗の方が常に優位となった。
仁寿元年（601年）、それまで啓民可汗に付属していた斛薛（こくせつ）などの諸部が叛いたので、文帝は詔で楊素を雲州道行軍元帥とし、啓民可汗を率いて北征させた。歩迦可汗はふたたび啓民可汗を攻めたが敗北し、吐谷渾に奔走した。
大業3年（607年）5月、啓民可汗は子の拓特勤（たくテギン）を遣わして隋に朝貢した。同年、啓民可汗の兄の子の毘黎伽特勤（ビルゲ・テギン）を遣わしふたたび来朝した。この後も、毎年数回は隋に遣使を送って朝貢した。
大業5年（609年）、啓民可汗は病死し、子の咄吉世を立てて、始畢可汗とした。

## 妻子
- 可賀敦（皇后）
  - 安義公主
  - 義成公主
  - 婆施氏…頡利可汗の母
- 子
  - 咄吉世（始畢可汗）
  - 俟利弗設（処羅可汗）
  - 咄苾（頡利可汗）

## 参考資料
- 『隋書』（帝紀第二、帝紀第三、列伝第四十九）
- 護雅夫『古代トルコ民族史研究Ⅰ』（1967年、山川出版社）